# Carl Karpinski
Carl Max Christian Karpinski (* 1. November 1896; † 29. August 1976) war ein deutscher Architekt und Abgeordneter der Hamburgischen Bürgerschaft für die SPD.

## Leben
Der sozialdemokratische Vermessungstechniker und Architekt Karpinski und die Buchhalterin Paula Thees, die schon als Sechzehnjährige in die SPD eingetreten war, heirateten 1920. Ihr Sohn Jörn wurde 1930 geboren. Als engagierte Sozialdemokraten war das Ehepaar in Zeiten des Nationalsozialismus der Verfolgung ausgesetzt. 1933 wurde Paula Karpinski, mittlerweile Bürgerschaftsabgeordnete, für elf Tage verhaftet und kam 1944 für sechs Wochen ins KZ Fuhlsbüttel. Carl Karpinski, Vorsitzender der Technikergewerkschaft Hamburg, verlor seinen Arbeitsplatz.

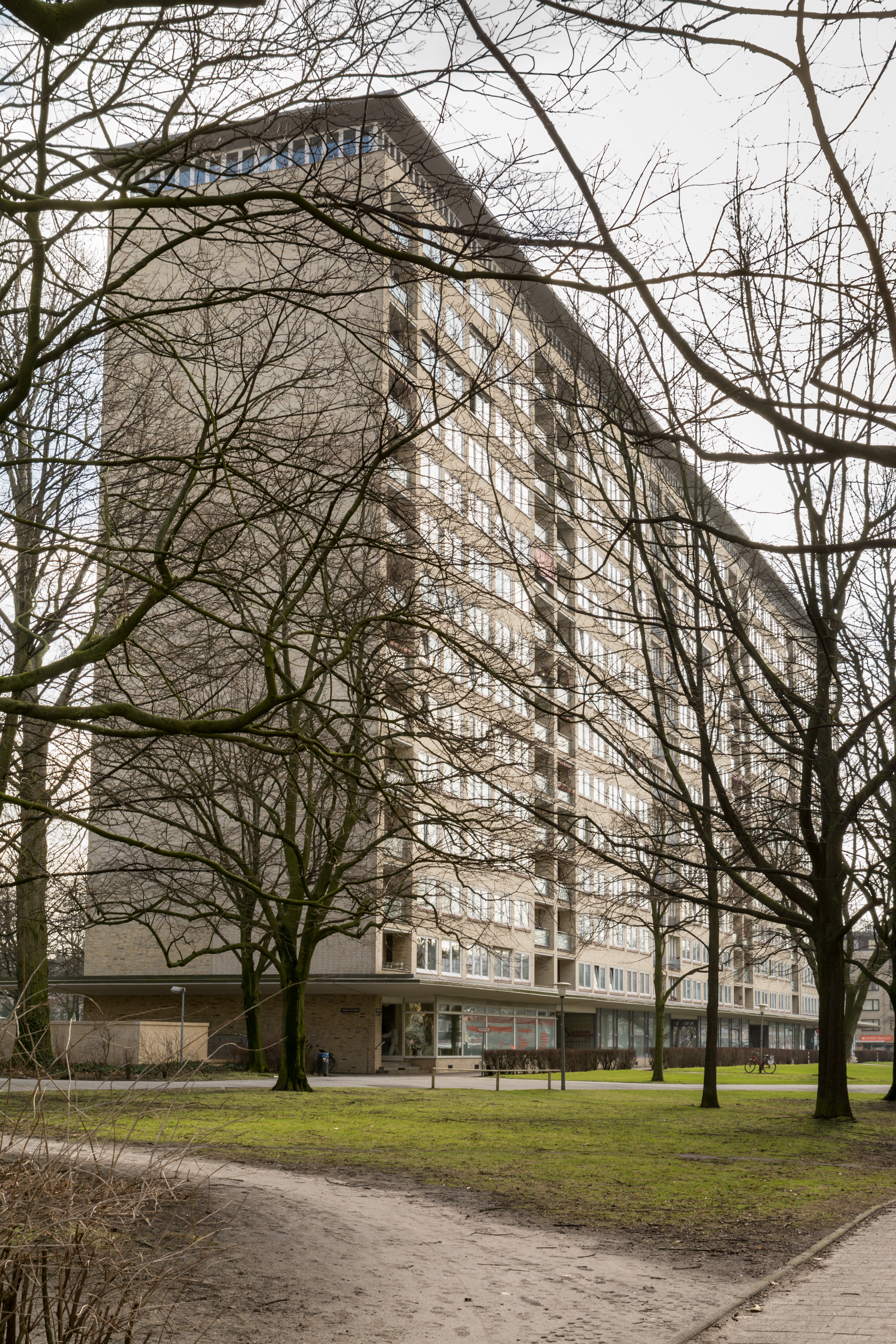
Einige der Grindelhochhäuser in der Hallerstraße

Nach Kriegsende gehörte Carl Karpinski 1945 zu den Gestaltern der Neugründung des Bundes deutscher Architekten (BDA). Eine erste Aufgabe der Architektengemeinschaft war die Projektierung der Grindelhochhäuser, die der Wohnungsnot im zerstörten Hamburg etwas abhelfen sollte.
1946 wurde Carl Karpinski als politisch Unbelasteter von der britischen Besatzungsmacht als Abgeordneter der Hamburgischen Bürgerschaft bestimmt. Erster Bürgermeister wurde Max Brauer. Diese Ernannte Bürgerschaft bestand von Februar bis Oktober 1946. Anschließend wählten die Hamburger für die kommenden Wahlperioden sowohl Paula als auch Carl Karpinski in das Feierabendparlament. Paula Karpinski machte sich unter anderem als streitbare Jugendsenatorin einen Namen. Sie war damit der erste weibliche Minister eines Landesparlaments. Carl Karpinski legte sein Mandat im Februar 1958 nieder. Er starb im Sommer 1976.